# Libera Università Maria Ss. Assunta
Die Libera Università Maria Ss. Assunta (abgekürzt LUMSA; Ss. steht für Santissima; übersetzt „Freie Universität der heiligsten in den Himmel aufgenommenen Maria“) ist eine Privatuniversität mit Sitz in Rom, Italien.

## Geschichte
Die Hochschule entstand aus einem Istituto Universitario und wurde am 26. Oktober 1939 durch die Ordensschwester Luigia Tincani von den Missionsschulschwestern (Unione Santa Caterina da Siena delle missionarie della Scuola) gegründet. Sie gründete zusammen Kurienkardinal Giuseppe Pizzardo und Unterstützung durch Papst Pius XII. das Istituto Superiore pareggiato di Magistero „Maria Ss. Assunta“, das Ordensfrauen zu Lehrerinnen mit akademischen Abschlüssen an katholischen Schulen ausbildete. 1967 wurden erstmals Studentinnen aus dem Laienstand aufgenommen für das Studium der Pädagogik, italienische Sprache und Literatur oder Schulverwaltung studieren konnten.
Am 15. Mai 1989 erfolgte die staatliche Anerkennung und Umbenennung in eine „Freie Universität“ mit der Aufnahme von Laien (Frauen und Männern). Hauptsitz der Hochschule wurde Rom nahe der Via della Conciliazione; Niederlassungen wurden gegründet in Palermo, Tarent und Gubbio.
Unter Rektor Giuseppe Dalla Torre erfolgte ein bedeutender Ausbau der Universität. Es wurde ein Codice etico festgelegt. Die Statuten der LUMSA gründen auf der katholischen Kirche und beginnen mit „Die LUMSA fördert, auf der Grundlage der christlichen Prinzipien, der katholischen Tradition und der Verfassung, durch Studium und Forschung die Ermittlung der Wahrheit ...“. Alle Studenten sind verpflichtet, auch theologische Vorlesungen zu besuchen. 2011 war die LUMSA Vorreiter der italienischen Universitäten in der Umwandlung der Fakultäten in Fachbereiche (Dipartementi) auf Basis des neuen Hochschulgesetzes in Italien.
Die Leitung der Hochschule umfasst einen Rektor sowie einen Präsidenten des „regierenden“ Universitätsrates, im Regelfall einem Kurienkardinal. Im Verwaltungsrat der Universität nimmt ein vom vatikanischen Staatssekretariat ernannter Vertreter des Heiligen Stuhls wie auch zwei Delegierte des (päpstlichen) Kardinal-Vikars für Rom. Außerdem gehört dem Gremium eine Abgesandte des Ordens der Missionsschulschwestern an.

## Hochschule
Die Hochschule bietet Bachelor-, Master- und PhD-Abschlüsse sowie Aus- und Weiterbildung in vier Fachbereichen an. Nach drei Jahren wird der erste Studienabschluss, der «laurea triennale» erreicht.
Circa 6.000 Studenten werden von 100 hauptamtlichen Professoren und 250 nebenamtlichen Professoren und Dozenten anderer Hochschulen unterrichtet.
Die Journalistenschule der LUMSA wird als beste in Italien angesehen. Das nach dem Gründer der Partito Popolare Italiano, Luigi Sturzo, benannte Istituto Sturzo, arbeitet eng mit der Universität zusammen. Die LUMSA kooperiert mit der Konrad-Adenauer-Stiftung.

## Fachbereiche („Dipartimenti“)
- Rechtswissenschaften, Wirtschaft, Politik und moderne Sprachen (Rom)
- Rechtswissenschaften (Palermo)
- Geisteswissenschaften mit Kommunikation, Bildung, Psychologie

## Direktoren und Rektoren
- Giuseppe Cardinali (Istituto Pareggiato di Magistero), Direktor von 1939 bis 1954
- Cornelio Fabro, Direktor von 1954 bis 1956
- Ferdinando Milone, Direktor von 1956 bis 1971
- Giorgio Petrocchi, Direktor von 1971 bis 1989
- Armando Rigobello, Direktor und Rektor (LUMSA) von 1989 bis 1991
- Giuseppe Dalla Torre del Tempio di Sanguinetto, Rektor 1991 bis 2014
- Francesco Bonini, Rektor seit 2014[3]

## Alumni
- Isabella Rauti (* 1962), italienische Politikerin
- Schwester Mary Melone SFA (* 1964), Rektorin der Päpstlichen Universität Antonianum
- Schwester Nicoletta Vittoria Spezzati ASC (* 1948), von 2011 bis 2018 Untersekretärin der Kongregation für die Institute geweihten Lebens und für die Gesellschaften apostolischen Lebens